# Sorasak Kaewinta
Sorasak Kaewinta (thailändisch สรศักดิ์ แก้วอินตา, * 3. September 1985) ist ein thailändischer Fußballspieler.

## Karriere
Sorasak Kaewinta spielte bis 2016 beim Erstligisten Sisaket FC. Der Club aus Sisaket spielte in der ersten Liga des Landes, der Thai Premier League. Wo er vorher gespielt hat, ist unbekannt. Mitte 2016 verließ er den Club und wechselte zum Ligakonkurrenten Chainat Hornbill FC nach Chainat. Mit Chainat gewann er den FA Cup. Am Ende der Saison musste der Club den Weg in die Zweitklassigkeit antreten. Nach dem Abstieg verließ er den Club und schloss sich dem Zweitligisten Angthong FC aus Angthong an. 2018 stieg er mit Angthong als Tabellenfünfzehnter in die dritte Liga ab. Mit dem Club spielte er bis Mitte 2019 in der Thai League 3. Nach der Hinserie wechselte er zum Zweitligisten Air Force United nach Bangkok. Am Ende der Saison gab die Air Force bekannt, dass sich der Verein aus der Liga zurückzieht. Seit Anfang 2020 ist er vertrags- und vereinslos.

## Erfolge
Chainat Hornbill FC
- FA Cup

Sieger: 2016